# تالاکیریاگاما
تالاکیریاگاما (به لاتین: Talakiriyagama) یک منطقهٔ مسکونی در سری‌لانکا است که در استان مرکزی (سری‌لانکا) واقع شده‌است.